# Secrétariat au Travail et à la Prévision sociale du Mexique
Le secrétariat au Travail et à la Prévision sociale du Mexique est l'un des membres du cabinet présidentiel du Mexique, abrégé « STPS ».

## Liste des secrétaires
| - Gouvernement Manuel Ávila Camacho - (1941 - 1946) : Ignacio García Téllez - Gouvernement Miguel Alemán - (1946 - 1948) : Andrés Serra Rojas - (1948 - 1952) : Manuel Ramírez Vázquez - Gouvernement Adolfo Ruiz Cortines - (1952 - 1957) : Adolfo López Mateos - (1957 - 1058) : Salomón González Blanco - Gouvernement Adolfo López Mateos - (1958 - 1964) : Salomón González Blanco - Gouvernement Gustavo Díaz Ordaz - (1964 - 1970) : Salomón González Blanco - Gouvernement Luis Echeverría Álvarez - (1970 - 1972) : Rafael Hernández Ochoa - (1972 - 1975) : Porfirio Muñoz Ledo - (1975 - 1976) : Carlos Gálvez Betancourt - Gouvernement José López Portillo - (1976 - 1982) : Pedro Ojeda Paullada | - Gouvernement Miguel de la Madrid Hurtado - (1982 - 1988) : Arsenio Farell Cubillas - Gouvernement Carlos Salinas de Gortari - (1988 - 1994) : Arsenio Farell Cubillas - (1994 - 1994) : Manuel Gómez Peralta - Gouvernement Ernesto Zedillo Ponce de León - (1994 - 1995) : Santiago Oñate Laborde - (1995 - 1998) : Javier Bonilla García - (1998 - 1999) : José Antonio González Fernández - (1999 - 2000) : Mariano Palacios Alcocer - Gouvernement Vicente Fox - (2000 - 2005) : José Carlos María Abascal Carranza - (2005 - 2006) : Francisco Javier Salazar Sáenz - Gouvernement Felipe Calderón Hinojosa - (2006 - 2011) : Javier Lozano Alarcón - (2011 - 2012) : Rosalinda Vélez Juárez - Gouvernement Enrique Peña Nieto - (2012 - 2018) : Alfonso Navarrete Prida - (2018) : Roberto Campa Cifrián - Gouvernement Andrés Manuel López Obrador - (2018 - 2023) : Luisa María Alcalde Luján - (2023 - 2024) : Marath Bolanos López - Gouvernement Claudia Sheinbaum - (depuis 2024) : Marath Bolanos López |